# Scheepskameel

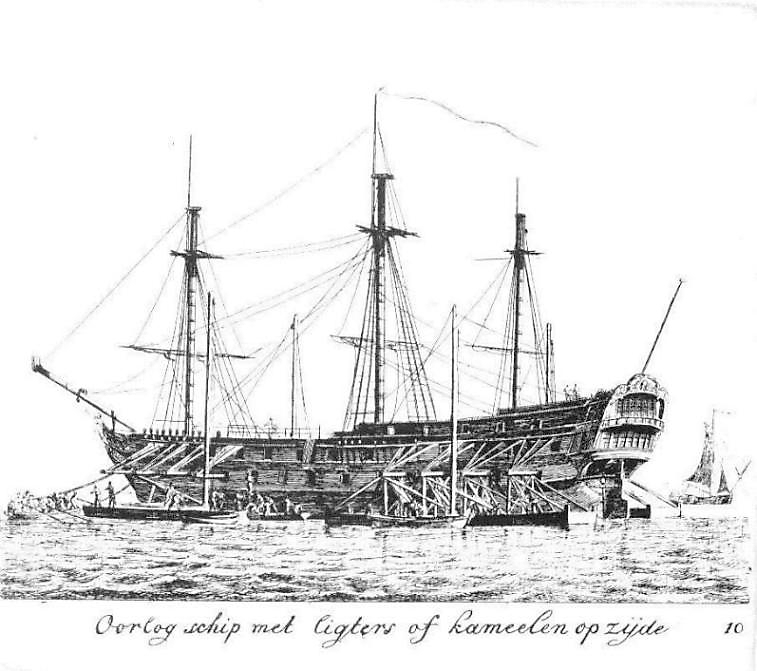
Oorlogsschip in kamelen (Gerard Groenewegen, 1789)

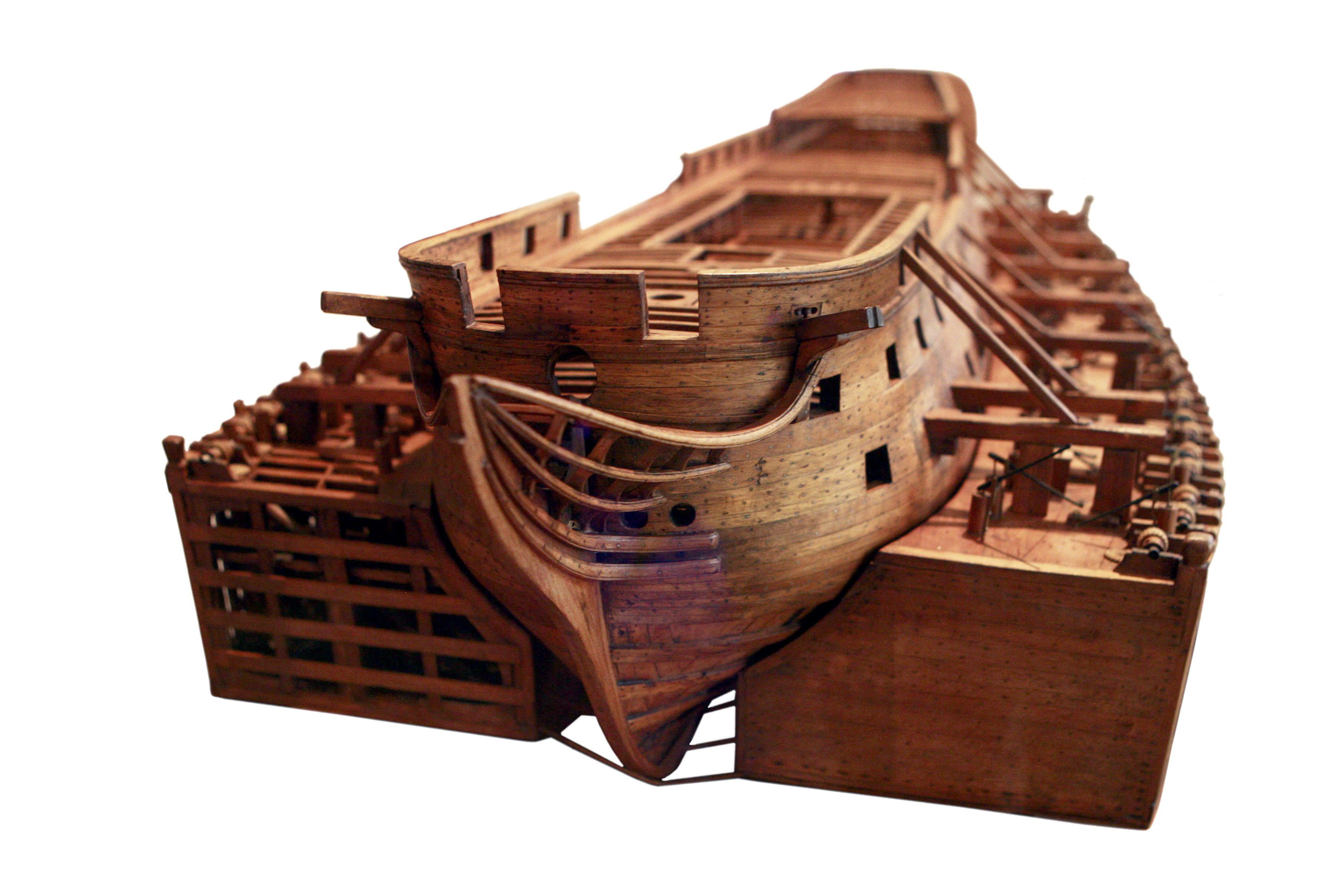
Model van een scheepskameel

Een scheepskameel is een drijver of een systeem van drijvers, dat aan een schip verbonden werd om de diepgang ervan tijdelijk te verminderen. 
De scheepskamelen zijn een uitvinding van Meeuwis Meindertsz Bakker, die zijn constructie testte in april 1690, toen het grote oorlogsschip Princes Maria met een stel kamelen over de ondiepten van Pampus in de Zuiderzee werd gehaald. De Admiraliteit van Amsterdam kende na dit succes een jaargeld toe aan de uitvinder.
De scheepskameel werd in de Gouden Eeuw vooral gebruikt om de genoemde ondiepten bij Pampus te overwinnen, die de Amsterdamse haven onbereikbaar maakten voor diepstekende koopvaarders. In plaats van een echte scheepskameel werd er ook weleens een kameel nagebootst met behulp van lichters. Deze scheepslichters waren twee kleinere (zeil)schepen, die met kettingen ter weerszijden van een koopvaardijschip werden vastgemaakt, waarna ballastwater uit hun ruimen werd gepompt. Het koopvaardijschip werd daardoor in hun midden omhoog getild (gelicht), waarna - als de wind gunstig was - naar Amsterdam kon worden gezeild.

## Voor Pampus
Toen de waterdiepte in de Zuiderzee bij Pampus nog verder afnam, hielpen ook de scheepskamelen niet meer. Als de wind ongunstig was, dus niet uit het oosten waaide, wat vaak het geval was (en is), dan lagen de koopvaarders en lichters nutteloos en werkeloos dagenlang 'voor Pampus'. Daar komt de uitdrukking vandaan: voor Pampus liggen = 'niet in staat om iets te doen'.
De problemen van het vastlopen van de zeeschepen in de Zuiderzee waren in het begin van de negentiende eeuw aanleiding voor de aanleg van het Noordhollandsch Kanaal (voltooid in 1824). Een poging met het graven van het Goudriaankanaal door Waterland en Marken een kortere route naar de Zuiderzee te realiseren gaf men in 1828 op vanwege financiële problemen en tegenstand van de stad Amsterdam. 

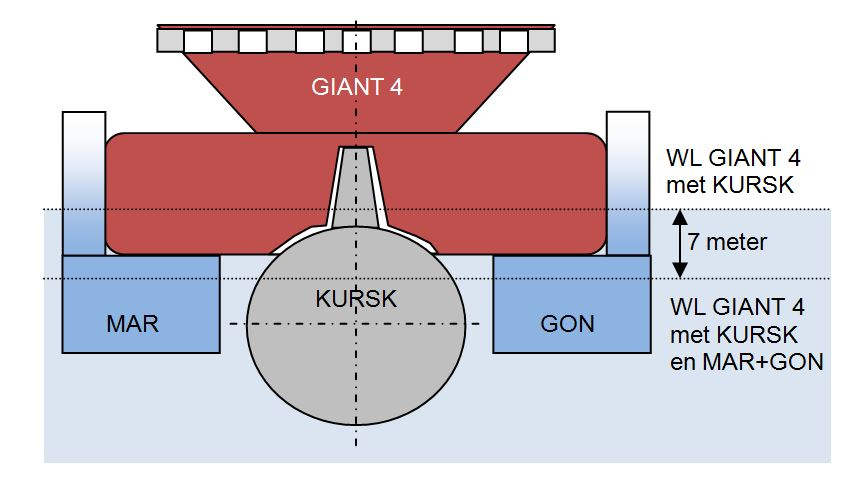
Scheepskamelen lichten de Giant 4 met de Koersk

## Moderne toepassingen

### Het lichten van de Koersk
De onderzeeëer "Koersk" is in 2001 gelicht door het schip "Giant 4" van Smit Internationale en Mammoet. Nadat deze operatie geslaagd was, moest de Koersk in Moermansk in een dok van de Roslyakovo werf van de Russische marine gesleept worden. De Giant 4, met de Kursk daaronder hangend, stak echter te diep om het dok te kunnen invaren. Hier was op gerekend door de bergers, die twee enorme scheepskamelen hadden vervaardigd, waarmee de Giant 4, met Koersk en al, 7 meter opgelicht werd. De kamelen heetten MAR en GON, naar de namen van de vrouwen van de directeuren van het bergingsconsortium. 

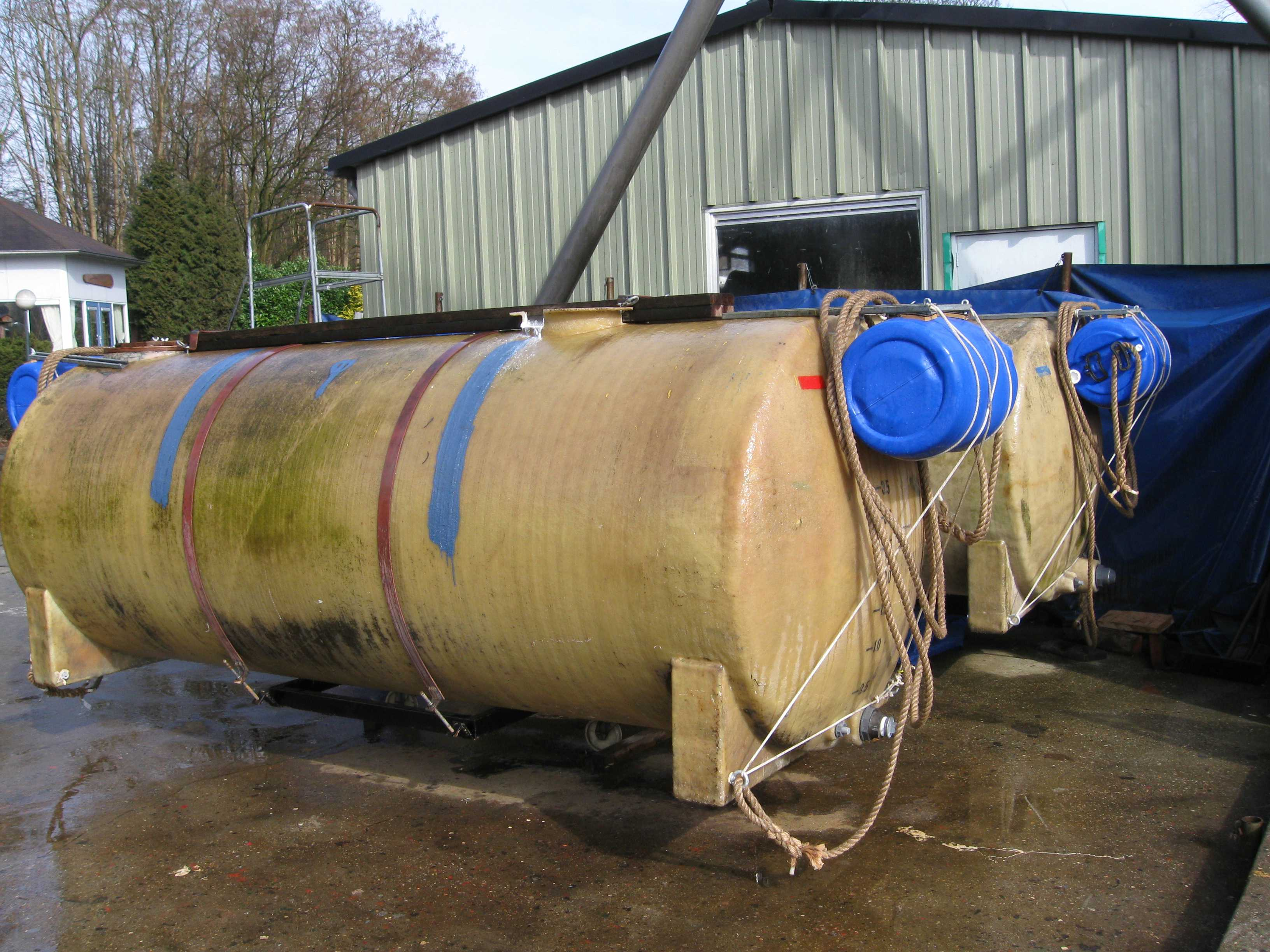
De scheepskameel op de wal

### Toepassing in een jachthaven
De steigers van een watersportvereniging moeten voor onderhoud en vervanging van de drijvers gelicht worden. Hiervoor is een kameel vervaardigd uit twee gekoppelde kunststof vaten van 5000 liter. Voor de stabiliteit zijn aan de einden van de vaten kleine vaatjes bevestigd, die de afgezonken kameel stabiel houden. Dit werktuig is al jarenlang in gebruik bij een jachthaven in Nederland.

Scheepskameel voor lichten steigers
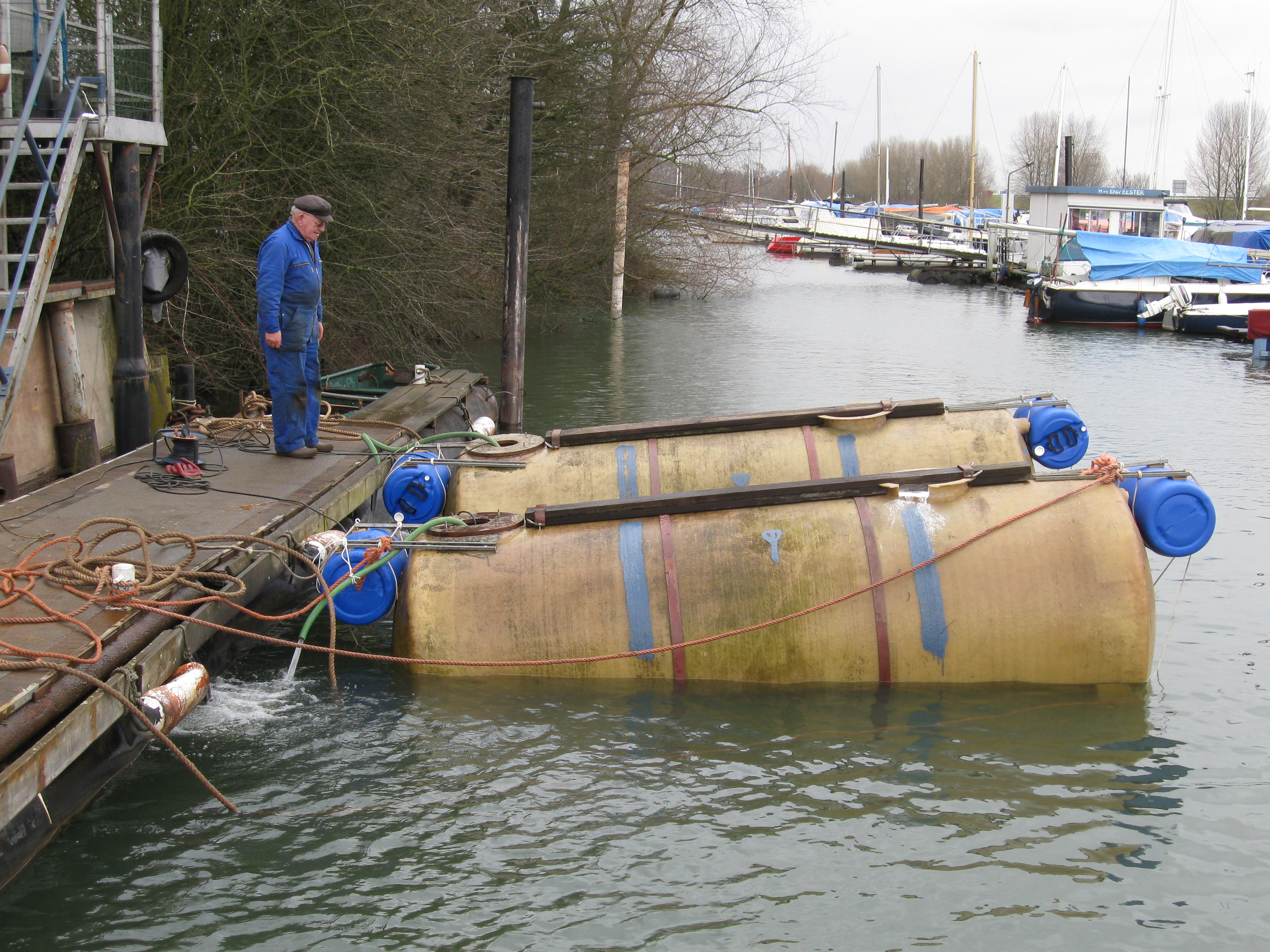
Scheepskameel half gezonken
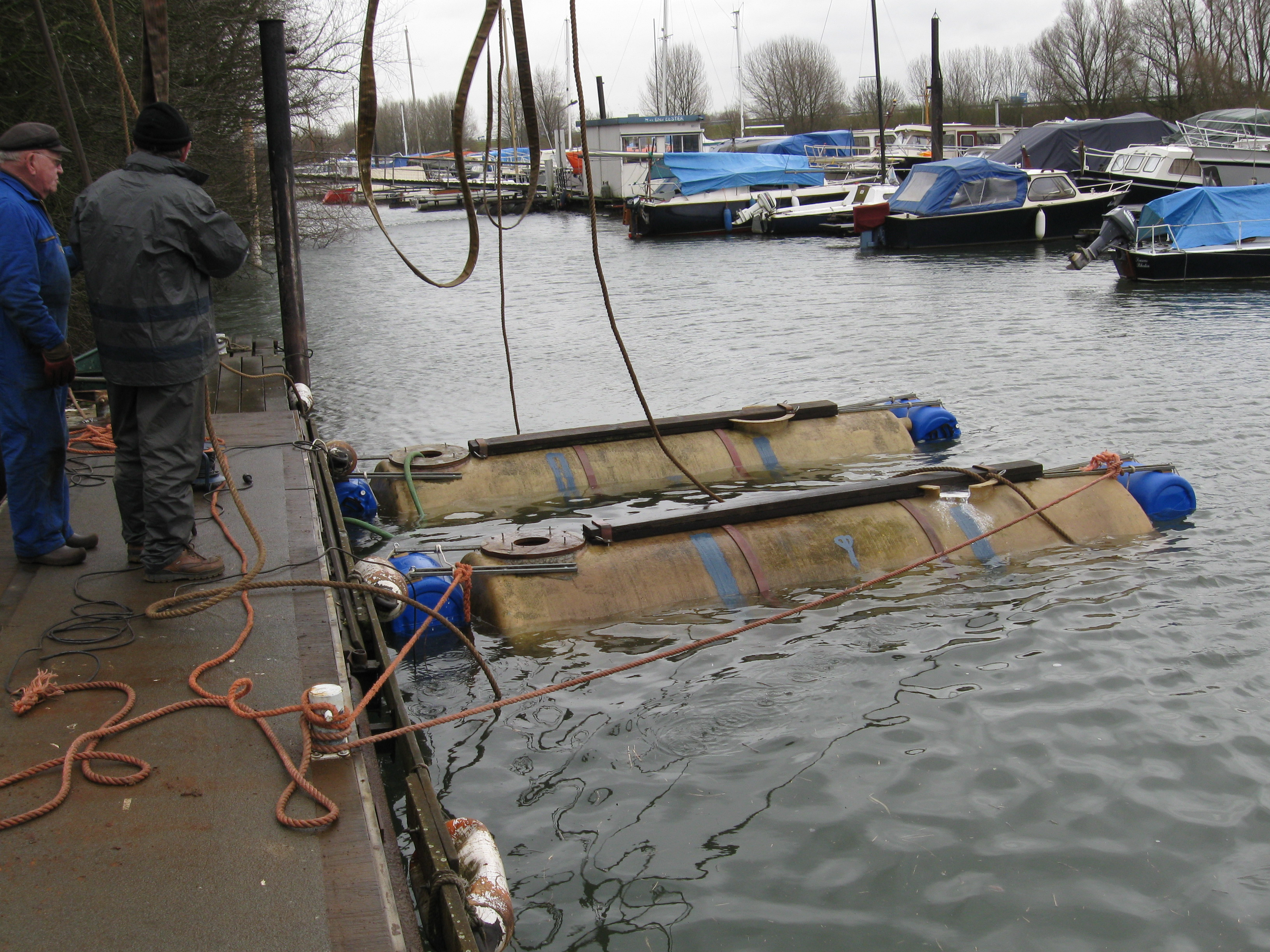
Scheepskameel maximaal gezonken
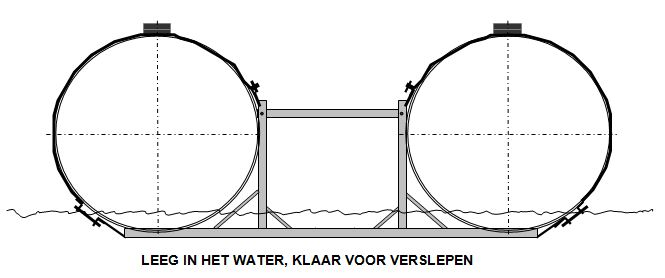
Gebruik scheepskameel 1
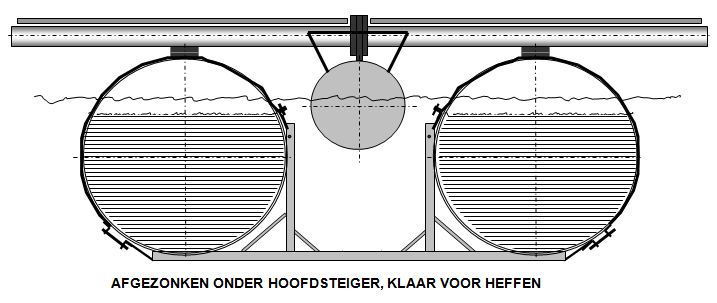
Gebruik scheepskameel 2
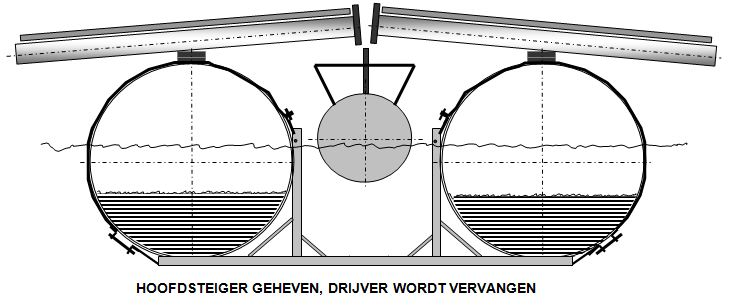
Gebruik scheepskameel 3